# Ken Watanabe
Ken Watanabe (japonsky 渡辺 謙, Watanabe Ken; * 21. říjen 1959 Hirokami) je herec japonského původu. Pro evropského diváka známý například z filmu Poslední samuraj nebo Batman začíná. V Japonsku je znám hlavně rolemi samurajů.

## Životopis
Kenovi rodiče byli oba učitelé. Jeho matka byla obecná učitelka a otec vyučoval kaligrafii. Herectví ho zaujalo jako 24letého, když mu režisér z England 's National Theatre Company, kde studoval, řekl, že je nadaný herec.
V roce 2004 byl nominován na Zlatý Glóbus a na Oscara za film Poslední samuraj. Je tedy jen šestým asijským hercem nominovaným na Oscara.

## Rodina
Ken má dvě děti. Jeho syn Šin Šinitiro (* 1. srpen 1984) je také herec. Druhorozená dcera An Watanabe (* 1986) je modelka.

## Filmografie
- 1984 - The Burning Mountain River (Sanga moji) (televizní seriál)
- 1984 - MacArthur 's Children (japonsky 瀬 戸 内 少年 野球 団 Setuči šónen | AK | dan)
- 1985 - Tampopo (japonsky タ ン ポ ポ)
- 1986 - Il Ragazzo dal kimono d'oro (doslova: Chlapec s kimonem ze zlata)
- 1987 - Dokugan-Rjú Masamune (televizní seriál)
- 1991 - Bakumatsu džundžóden (japonsky 幕末 純情 伝)
- 1997 - Welcome back, Mr. McDonald - Radio no džikan (japonsky ラ ヂ オ の 時間 Radio no džikan)
- 1998 - Kizuna (japonsky 絆 - き ず な -)
- 2000 - Ikebukuro West Gate Park (japonsky 池袋 ウ エ ス ト ゲ ー ト パ ー ク, televizní seriál)
- 2000 - Space Travellers (japonsky ス ペ ー ス ト ラ ベ ラ ー ズ Supēsu toraberāzu)
- 2001 - Genji: A Thousand-Year Love (japonsky 千年 の 恋 ~ ひ か る 源氏物語 ~ Sennen no koi - Hikaru Gendži Monogatari)
- 2003 - T.R.Y.
- 2003 - Poslední samuraj
- 2004 - Suna no utsuwa (japonsky 砂 の 器; televizní seriál)
- 2005 - Batman začíná
- 2005 - Gejša
- 2006 - Letters from Iwo Jima
- 2010 - Počátek (anglicky Inception)
- 2014 - Gozilla